# Atlanta
 Denne artikel omhandler hovedstaden i den amerikanske stat Georgia. Opslagsordet har også en anden betydning, se Atlanta (højttaler).
Atlanta er hovedstad og største by i den amerikanske delstat Georgia, og hovedby i det niendestørste storbyområde i USA (nr. 81 i verden). Den er hovedby i Fulton County, selv om en del af storbyen ligger i DeKalb County. Byen Atlanta har 498.715(2020) indbyggere. I juli 2006 blev indbyggertallet i storbyområdet anslået til 5.478.667 efter Combined Statistical Area-metoden.
Storbyområdets indbyggertal er i løbet af det seneste årti forøget med mere end 1.150.000 mennesker, hvilket er den fjerdestørste absolutte tilvækst blandt alle storbyområder i USA. Atlanta er en af drivkræfterne i USA's "nye syden" og har i de seneste år, sammen med Miami og Dallas, udviklet sig fra byer med regional handel til byer med international handel.
Mens den amerikanske borgerrettighedsbevægelse var aktiv, erklærede Atlanta sig i modsætning til andre sydstatsbyer, der gik ind for raceadskillelse, for "byen der har for travlt til at hade." Byens progressive borgerrettigheder gjorde den i stigende grad til et populært sted at flytte hen for afroamerikanere, hvorved flertallet af byens indbyggere i 1972 var sorte. Afroamerikanere blev snart den dominerede politiske kraft i byen; siden 1974 har alle borgmestre i Atlanta været afroamerikanere, desuden er flertallet af byens brandchefer, politichefer og andre vigtige stillinger i bystyret besat af afroamerikanere.
I 1970'erne og 1980'erne flyttede hvide indbyggere ud af byen: indbyggertallet faldt med mere end 100.000 fra 1970 til 1990. Den tendens vendte sig, og med et socialt løft, er antallet af sorte faldet fra 69 procent i 1980 til 54 procent i 2005.
Atlanta her flere øgenavne, blandt andre A-Town (A-byen), A-T-L (efter den internationale lufthavns IATA-lufthavnskode), The Big Peach (den store fersken), The 4-0-4 (efter telefonområdekoden) og Hotlanta. I 1996 var byen vært for de olympiske sommerlege.
I byen ligger såvel CNN's hovedkvarter som Coca-Colas. Den har desuden en zoologisk have, Zoo Atlanta, og et af verdens største akvarier, Georgia Aquarium, der ligger centralt i "downtown" (centrum).
Den nærliggende internationale lufthavn er Hartsfield-Jackson Atlanta International Airport, og byen har et slags s-tog, MARTA, der løber fra lufthavnen i syd, gennem downtown til den nordlige del af byen, og en anden linje der løber fra øst til vest.
Byen er også kendt inde i hip-hop-verdenen, med rappere som Lil Jon, Jermaine Dupri, Young Jeezy, T.I. og Young Joc, som er stolte over at komme fra Atlanta. De fleste af de nævnte hip-hoppere er fra det afroamerikanske kvarter "college-park", der har godt 20.000 indbyggere.

## Historie

### Indtil 1860
Området hvor Atlanta og forstæder blev opført, var oprindelig territorium der tilhørte creek- og cherokee-indianerne. Briterne havde i 1812 rekrutteret Creek-folket til at hjælpe sig under den Britisk-amerikanske krig. Creekerne angreb og nedbrændte Fort Mims i det sydøstlige Tennessee. Konflikten forstærkedes og blev kendt som Creek-krigen. Som modsvar byggede USA en række forter langs floderne Ocmulgee- og Chattahoochee, blandt andre Fort Daniel på toppen af Hog Mountain i det nuværende Norcross, og Fort Gilmer. Fort Gilmer lå ved siden af det vigtige indianersted kaldet Peachtree Standing, opkaldt efter et stort træ (som man ikke véd om virkelig var et ferskentræ). Stedet var et traditionelt mødested for indianerne på grænsen mellem creekernes og cherokeernes områder, hvor Peachtree Creek løber ind i Chattahoochee-floden. Fortet ændrede snart navn til Fort Peachtree.
Creek-området i den østlige del af storbyområdet (inklusive Decatur) blev åbnet for hvides bosættelse i 1823. I 1835 overgav lederne af Cherokee-folket deres område til regeringen mod at få land i vest under New Echota-traktaten, en traktat der med tiden førte til Trail of Tears.
I 1836 besluttede Georgia General Assembly at bygge jernbanen Western and Atlantic Railroad for at skabe en handelsrute til Midtvesten. Oprindelig skulle den have løbet fra Chattanooga til en lokalitet blot kaldet Terminus (endestation) et sted øst for Chattahoochee-floden, der med tiden skulle forbindes med Georgia Railroad fra Augusta og til jernbanen Macon and Western, der løb fra Macon til Savannah.
En række placeringer blev foreslået eller udnævnt til Terminus; historien er ikke helt klarlagt. I 1837 begyndte man arbejdet tæt på Hog Mountain i det nuværende Norcross, hvor Fort Daniel lå, men placeringen blev snart opgivet, fordi der var for mange bække, dale og stejle stigninger. Man flyttede til Montgomery's Ferry ved Fort Peachtree, og sparede derved 18.000 dollar per mile (1,6 km). Nogle historikere hævder, at Decatur, en by grundlagt i 1823 øst for det nutidige Atlanta, var blevet foreslået som Terminus, men blev afslået på grund af bekymringer om larm og kriminalitet.
Flere måneder senere i 1837, besluttede lovgiverne sig endelig for at placere Terminus' nulpunkt på et sted tæt ved det nuværende Georgia World Congress Center, fordi området var relativt fladt og ville gøre det nemmere at anlægge vendespor. (Nulpunktet blev senere flyttet et kort stykke, og er i dag under Five Points, der blev bygget på funderingspæle af jern oven over jernbanen.) Den første forretning, en købmandsbutik, blev åbnet på stedet i 1839 af John Thrasher og en Mr. Johnson.
Området omkring Terminus, der senere blev en del af byen, begyndte også at udvikle sig til by. En tydeligt afmærket indianersti, kendt som Peachtree Trail, havde længe løbet fra det nuværende Suwanee-område til Standing Peachtree. Mod syd, i det nuværende Campbelltown Road-område, blev Owl Rock Methodist Church grundlagt i 1828 af Richmond Barge og andre medlemmer af Mutual Rights-faktioen. I 1838 åbnede Henry Irby et værtshus og købmandsbutik på en sidevej, og stierne der førte til hans virksomhed blev til Paces Ferry Road og Roswell Road. To år senere blev en buks udstoppede hoved sat på en pæl foran værtshuset, og området fik efterhånden navnet Buck's Head (bukkens hoved), der blev til det nutidige Buckhead (bukkehoved).
I 1842 havde Terminus-bosættelsen seks bygninger og tredive beboere. Da en toetagers lagerbygning blev opført, bad beboerne om at bosættelsen kunne få navnet Lumpkin, efter Wilson Lumpkin, Georgias guvernør. Han bad dem i stedet om at lade bosættelsen få navn efter hans datter, hvorved Terminus blev til Marthasville. Kun tre år senere foreslog Georgia Railroads overjernbaneingeniør (J. Edgar Thomson) at omdøbe bebyggelsen til Atlantica-Pacifica, der hurtigt blev forkortet til Atlanta. Beboerne godkendte navnet – tilsyneladende upåvirkede af det faktum, at endnu var ikke et eneste tog ankommet – og i 1847 fik byen Atlanta et officielt bystyre.
De første gods- og passagertog på Georgia Railroad ankom i 1845. I 1846 blev en tredje jernbane, Macon & Western, ført til Terminus, og dermed blev den lille bosættelse forbundet med byerne Macon og Savannah, hvilket gav stor vækst i byen. I 1847 blev to hoteller bygget og der blev udgivet to aviser. Befolkningstallet eksploderede til 2.500 borgere. Den første borgmester blev valgt i 1848, samme år som det første mord fandt sted og det første fængsel opført. Et nyt byråd godkendte at der blev bygget fortove af træ, forbød erhvervsaktivitet om søndagen og udnævnte en politibetjent (marshal).
I 1854-55 var Atlanta blevet forbundet med Chattanooga med en ny jernbane. Byen var vokset til 6.000 borgere, og den havde ejendomsskatter, en bank, et dagblad, en fabrik der byggede transportvogne, et nyt murstenslager, et gasværk, gasbelysning i gaderne, et teater, et medicinstudium, foruden ungdomskriminalitet

### Borgerkrig og rekonstruktion
Under den amerikanske borgerkrig var Atlanta et vigtigt jernbane- og militært forsyningsknudepunkt. I 1864 blev byen mål for en stor unionshærsinvasion (som romanen og filmen Borte med blæsten handler om). Det område, som Atlanta i dag dækker, var skueplads for flere slag, blandt andre slaget ved Peachtree Creek, slaget ved Atlanta og slaget ved Ezra Church. Den 1. september 1864 evakuerede konføderationsgeneral John Bell Hood Atlanta efter en fire måneder lang belejring ved unionshærens general William T. Sherman, og beordrede ødelæggelsen af alle offentlige bygninger og værdier muligvis tilhørende nordstaterne. Næste dag lod borgmester James Calhoun byen overgive sig, og den 7. september gav Sherman ordre til at civilbefolkningen skulle evakueres fra byen. Den 11. november gav han ordre til at byen skulle nedbrændes, som forberedelse til hans straffemarch mod syd.
Efter en indtrængende bøn fra fader Thomas O'Reilly fra Immaculate Conception Catholic Church, undlod Sherman at sætte ild til byens kirker og hospitaler. Det tilbageværende krigsmateriel blev ødelagt i efterspillet og under Shermans march mod havet. Atlantas fald var et springende punkt i borgerkrigen, og byens meget omtalte fald indgød selvtillid i nordstatsfolkene, og (sammen med slaget i Mobile Bay) førte det til genvalg af præsident Abraham Lincoln og konføderationens endelige overgivelse.
Byen rejste sig af asken – deraf byens våben, Fugl Føniks – og blev gradvist genopbygget. Den blev snart sydstaternes industrielle og handelsmæssige centrum. Fra 1867 til 1888 var der soldater fra USA's hær i McPherson Barracks (senere omdøbt til Fort McPherson) i det sydvestlige Atlanta, for at sikre rekonstruktionstidens reformer. For at hjælpe de nyligt frigivne slaver, oprettede den føderale guvernør Kontoret for de Frigivne, der medvirkede i grundlæggelsen af hvad der i dag er Clark Atlanta University, et af Atlanas historiske universiteter for sorte.
I 1868 blev Atlanta den femte by i delstaten, der blev udnævnt til hovedstad. Over for investorer reklamerede Henry W. Grady, dagbladet Atlanta Constitutions redaktør, for Atlanta som en by i det "Nye Syden", hvormed han mente en diversificering af økonomien væk fra landbrug, og et skift fra det "Gamle Sydens" holdning til slaveri og oprør. Som en del af arbejdet med at modernisere syden, støttede Grady og mange andre oprettelsen af Georgia School of Technology (nu Georgia Institute of Technology), der blev grundlagt i byens nordlige udkant i 1885.

### Efter borgerkrigen og frem til nutiden
I 1880 rejste søster Cecilia Carroll fra den katolske orden Sisters of Mercy, med tre ledsagere fra Savannah til Atlanta, for at tage sig af de syge. Med en samlet formue på kun 50 cent, åbnede søstrene Atlanta Hospital, byens første medicinske behandlingssted efter borgerkrigen. Senere blev det kendt som Saint Joseph's Hospital.
Efterhånden som Atlanta voksede, kom der etniske og racemæssig spændinger. Ved raceuroligherne i Atlanta i 1906 blev mindst 27 dræbt og flere end 70 såret. I 1913 kom Leo Frank, en jødisk værksfører på en fabrik i Atlanta, for retten for voldtægt og mord på en trettenårig hvid pige der var ansat på fabrikken. Hun var fra Atlantaforstaden Marietta.  Efter tvivl om Franks skyld blev hans dødsdom i 1915 ændret til fængsel på livstid, hvilket medførte uroligheder. Frank blev bortført fra fængslet af prominente borgere og ført til Marietta, hvor han blev hængt.
I 1930'erne ramte depressionen Atlanta. Bystyret var tæt på at gå konkurs. Den lokale virksomhed Coca-Cola, var nødt til at hjælpe med at betale byens underskud. Den føderale regering trådte til for at hjælpe Atlantas borgere ved at oprette Techwood Homes, landets første føderale offentlige boligbyggeri i 1935. Da USA gik ind i anden verdenskrig, kom soldater fra den sydøstlige del af landet til Atlanta for at holde øvelser og blev sendt af sted fra Fort McPherson. Krigsbeslægtet produktion som Bell Aircrafts fabrik i forstaden Marietta, var med til at forøge indbyggertallet og økonomien. I 1946 blev Communicable Disease Center (centret for overførte sygdomme), senere kaldet Centers for Disease Control and Prevention (CDC) (centrene til sygdomskontrol og forebyggelse), grundlagt i Atlanta med ansatte fra det gamle Malaria Control in War Areas (malariakontrol i krigsområder).
I 1951 modtog byens prisen All-America City Award på grund af sin hastige vækst og den høje levestandard i det sydlige USA.
I kølvandet på den skelsættende dom afsagt af USA's højesteret Brown v. Board of Education, som var med til at bebude borgerrettighedsbevægelsen, begyndte der at opstå racespændinger i Atlanta i form af voldshandlinger. For eksempel blev den jødiske menighed Hebrew Benevolent Congregation på Peachtree Street bombet den 12. oktober 1958. Gruppen Confederate Underground tilstod forbrydelsen. Mange mente, at jøder særlig dem fra nordøsten var fortalere for borgerrettighedsbevægelsen.
Atlanta var et af den amerikanske borgerrettighedsbevægelses store organisatoriske centre i 1960'erne, hvor Martin Luther King og studerende fra Atlantas historiske universiteter for sorte havde stor betydning for bevægelsens ledelse. Den 19. oktober 1960 førte en fredelig demonstration ved cafetriakassen i flere af Atlantas stormagasiner til at Martin Luther King og flere studerende blev arresteret, hvilket tiltrak opmærksomheden fra de nationale nyhedsmedier og præsidentkandidaten John F. Kennedy. På trods af denne begivenhed skabte Atlantas politiske ledere og erhvervslederne et billede af "byen der er for travl til at hade". I 1961 blev borgmester Ivan Allen Jr. en af de få hvide borgmestre fra sydstaterne, som støttede ophævelsen af raceadskillelsen i Atlantas folkeskoler. Selv om byen undgik store konfrontationer, var der mindre raceuroligheder i 1965 og 1968.

### Sommer OL 1996
Den Internationale Olympiske Komité valgte Atlanta som værtsby for de moderne olympiske sommerleges hundredeårs jubilæum. Efter annonceringen gik Atlanta i gang med flere store byggeprojekter, for at forbedre byens parker, sportsfaciliteter og transportsystem. Den tidligere borgmester Bill Campbell tillod bygningen af mange "teltbyer", hvilket gav legene en karnevalsstemning. Atlanta blev den tredje værtsby i USA for de olympiske sommerlege, efter St. Louis (1904) og Los Angeles (1932 og 1984). Legene var en sportslig succes, men blev skæmmet af organisatorisk ineffektivitet foruden en bombesprængning i Centennial Olympic Park, hvor én blev dræbt og 111 såret. Meget senere blev det fastslået, at bombemanden var Eric Robert Rudolph fra North Carolina, og at bomben blev sprængt som en protest mod regeringen og aborter.

## Geografi

### Topografi
Ifølge United States Census Bureau er byens totale areal på 343,0 km², heraf er 341,2 km² er land og 1,8 km² vand. Vand udgør 0,51 procent af det totale areal.
Byen ligger på en højderyg syd for Chattahoochee-floden, 320 meter over havoverfladen (308 meter for lufthavnen). Dermed er Atlanta den tredjehøjest beliggende storby i USA, lidt under Phoenix i Arizona og betydeligt under Denver i Colorado (1.600 meter).
Folkloren vil vide at Atlantas centrale boulevard, Peachtree Street, løber gennem den centrale del af byen på det østlige kontinentale vandskel. I virkeligheden kommer vandskellet ind i byen fra sydvest og løber videre til centrum. Fra centrum strækker vandskellet sig mod øst langs DeKalb Avenue og CSX' jernbanespor gennem Decatur. Regnvand, der falder på den sydlige og østlige side af vandskellet, løber til sidst ud i Atlanterhavet, mens regnvand på den nordlige og vestlige side af vandskellet til sidst løber ud i den Mexicanske Golf. Sidstnævnte sker via Chattahoochee-floden, som er en del af ACF-flodlejet (floderne Apalachicola, Chattahoochee og Flint), og hvorfra Atlanta og mange nabobyer henter størstedelen af deres vand. Da Chattahoochee-floden ligger i byens nordvestlige udkant, er det meste af dens naturlige forløb bevaret, delvist i Chattahoochee River National Recreation Area. Nedenstrøms har meget stort vandforbrug under tørker og forurening under oversvømmelser, været et stridsspørgsmål og har medført juridiske stridigheder med nabostaterne Alabama og Florida.

### Klima
Atlanta har et fugtigt subtropisk klima jf. Köppens klimaklassifikation, med varme, fugtige somre og milde vintre, efter hvad man er vant til i USA. Den højeste middeltemperatur i juli er 32 °C, mens den laveste middeltemperatur er 21 °C. Temperaturen kan komme over 38 °C under større hedebølger. Den højeste temperatur målt i byen var 40,6 °C, den 13. og 17. juli 1980. Januar er den koldeste måned, med en højeste middeltemperatur på 11 °C, og 1 °C som den laveste middeltemperatur. Varmefronter kan give forårslignende temperaturer omkring 15 °C om vinteren, og arktiske koldfronter kan få temperaturen til at falde til -10 °C. I et gennemsnitligt år, er der frostvejr 48 dage, og der falder i alt 5 cm sne. Den 23. januar 1940 faldt der i den hidtil værste snestorm 25 cm sne. Den 23. februar 1899 registrerede man den hidtil laveste temperatur på -23 °C. Den 21. januar 1985 kom temperaturen ned på -22 °C. Hyppige isstorme kan forårsage flere problemer end snefald; den værste af disse isstorme var den 7. januar 1973.
Som i resten af det sydøstlige USA, falder der megen regn i Atlanta, relativt jævnt fordelt på hele året. Årligt falder der i gennemsnit 1275 mm regn.
| Måned                                    | Jan   | Feb   | Mar   | Apr  | Maj   | Jun  | Jul   | Aug  | Sep   | Okt  | Nov   | Dec  | Årligt |
| ---------------------------------------- | ----- | ----- | ----- | ---- | ----- | ---- | ----- | ---- | ----- | ---- | ----- | ---- | ------ |
| Årlig højeste middeltemperatur i °C      | 11    | 14    | 18    | 23   | 27    | 31   | 32    | 31   | 28    | 23   | 17    | 13   | 22     |
| Årlig laveste middeltemperatur i °C      | 1     | 3     | 7     | 10   | 15    | 19   | 22    | 21   | 18    | 12   | 7     | 2    | 11     |
| Gennemsnitlig nedbørsmængde i millimeter | 127,8 | 118,9 | 136,7 | 91,9 | 100,3 | 92,2 | 130,0 | 93,2 | 103,9 | 79,0 | 104,1 | 97,0 | 1275   |

## Bylandskab
Atlantas skyline består af moderne og postmoderne skyskrabere og højhuse. Den højeste bygning – Bank of America Plaza (opført 1991-1992) – er med sine 312 meter den 26.-højeste bygning i verden. Bygningen er den højeste i USA uden for Chicago og New York City.
Byens skyskrabere ligger i tre områder: Downtown, Midtown og Buckhead (der er to andre store forstadskvarterer, Perimeter Center i nordøst og Cumberland/Vinings i nordvest). I det centrale erhvervsområde, der omgiver hotellet Westin Peachtree Plaza (220 meter, opført i 1976), ligger også de nyere 191 Peachtree Tower (235 meter, 1990), SunTrust Plaza (265 meter, 1992) og Georgia-Pacific Tower (212 meter, 1979-1982), samt bygninger i Peachtree Center. Midtown Atlanta, længere mod nord, udviklede sig hurtigt efter fuldførelsen af One Atlantic Center (250 meter) i 1987 slog bydelen fast som erhvervsområde.
Tilstrømningen af virksomheder til Midtown er fortsat; 1180 Peachtree, den nyeste skyskraber (200 meter) åbnede i 2006, og fik af U.S. Green Building Council tildelt energi- og miljødesignprisen Leadership in Energy and Environmental Design (LEED) samme år Atlanta er inde i et bygnings- og detailhandelboom, med over 60 nye skyskrabere eller højhuse planlagt eller under opførelse pr. 19. april 2006. I oktober 2005 åbnede det 558.000 m² store område Atlantic Station for blandet erhvervs- og boligbyggeri, hvor stålværket Atlantic Steel tidligere havde ligget på en (nu oprenset) forurenet grund).
I begyndelsen af 2006 iværksatte borgmester Franklin en plan med det formål at gøre det 14 blokke lange stykke (kendt som "Midtown Mile") af Peachtree Street i Midtown Atlanta til en indkøbsgade i stil med Beverly Hills' Rodeo Drive eller Chicagos Magnificent Mile.
På trods af kommunal indsats, som eksempelvis åbningen af Centennial Olympic Park i centrum i 1996, er Atlanta næsten i bunden af en opgørelse over grønne områder i forhold til befolkningstætheden, med 3,6 hektar pr. tusinde indbyggere i 2005. Ikke desto mindre har Atlanta ry for at være "træernes by" eller "skovbyen"; uden for det centrale Atlantas og Buckheads erhvervsområder, viger højhusene for et tæt tæppe af skov, der breder sig ind i forstæderne.
Byens nordlige del, Buckhead, placeres konsekvent af magasinet Robb Report som et af de mest velhavende i USA. Siden åbningen i begyndelsen af 1990'erne af et stykke betalingsvej på Georgias rute 400, forbandt bydelen med motorvejssystemet, har Buckhead udviklet et kompakt erhvervsområde omkring de dyre indkøbscentre på Lenox Square og Phipps Plaza, med et voksende antal kontorbygninger og beboelsesskyskrabere, nogle på flere end 40 etager. I slutningen af 2007 forventes den 200 meter høje skyskraber, The Sovereign, at blive fuldført.
Forstæderne omkring Perimeter Mall og Cumberland Mall har særskilte skylines. I Concourse at Landmark Center, der ligger tæt ved Perimeter Mall i Sandy Springs, ligger der et par bygninger kaldet King og Queen (kongen hhv. dronningen), som begge er 174 meter høje.
Atlanta-områdets store areal har medført alvorlige trafikale og forureningsmæssige problemer. Folk i storbyområdet har en af USA længste daglige pendlertransporttider, og den er en af de mest bilafhængige byer i verden, både på grund af det store areal og på grund af tilførslen af for få økonomiske midler til den offentlige transport. Byen rapporteres også som værende en af de farligste i USA for fodgængere; helt tilbage i 1949 blev Margaret Mitchell, forfatteren af Borte med blæsten dræbt af en hurtigtkørende bilist, da hun krydsede Peachtree Street.

## Kultur

### Turisme
I Atlanta ligger der en række museer med udstillinger, som spænder fra historie til kunst, naturhistorie og drikkevarer. Præsten og borgerrettighedsforkæmperen Martin Luther King blev født i byen, og hans barndomshjem på Auburn Avenue i kvarteret Sweet Auburn er bevaret under navnet Martin Luther King, Jr. National Historic Site. Kings grav er placeret i et reflekterende bassin i King Center.
Blandt de øvrige historiske museer og attraktioner er Atlanta History Center, Atlanta Cyclorama and Civil War Museum (et enormt maleri og diorama, som afbilder slaget om Atlanta under den amerikanske borgerkrig), Carter Center and Presidential Library (museum om fhv. præsident Jimmy Carter), det historiske hus Rhodes Hall (inspireret af slottene langs Rhinen) samt Margaret Mitchell House and Museum (om forfatteren af Borte med blæsten).
Kunst er repræsenteret i flere biografer, museer og teatre, blandt andre i biografen Fox Theatre, kulturcenteret Woodruff Arts Center som huser teaterkompagniet Alliance Theatre, Atlanta Symphony (byens symfoniorkester), kunstmuseet High Museum of Art samt Atlanta College of Art. I Atlanta Contemporary Art Center finder man udfordrende moderne kunst og uddannelser rettet mod arbejdende kunstnere og kunstsamlere. Museer særligt rettet mod børn er blandt andre Fernbank Science Center og Imagine It! Atlanta's Children's Museum. High Museum of Art er byens største museum for malerkunst og visuel kunst, med en betydelig permanent samling og en række vandreudstillinger. Atlanta Opera, der blev grundlagt i 1979 af medlemmer af to betrængte lokale operahuse, er blevet en vigtig opera i det sydøstlige USA, og har et stigende publikum og et internationalt omdømme.
I Atlanta ligger verdens største akvarium, Georgia Aquarium, der åbnede for offentligheden den 23. november 2005. I akvariet er der flere end 100.000 dyr, blandt andre to hvalhajer, i tanke indeholdende omkring 30.000.000 liter vand. Et unikt museum i Down town er World of Coca-Cola, der fortæller om den populære coladriks historie og reklamer. En coca cola kan trækkes i maskinerne for 60 cents men koster 1,50 i maskinerne hvor der kommer mange turister. Ved Five points ligger Underground Atlanta, et historisk indkøbs- og underholdningskompleks beliggende under gaderne i Atlantas centrum. Området var tidligere en jernbanestation i Atlanta og direkte adgang hertil kan også ske fra five points Marta station ovenover. Det er ikke i sig selv et museum, verdens største drive-in-restaurant, fastfoodkæden The Varsitys hovedfilial, ligger ligeledes i byen. Midtown i Atlanta er byens mere frisindet distrikt. I Midtown findes også den lokale Ikea butik.
Byens festivallers hjerte er Piedmont Park. I 1887 købte en række prominente borgere 0,76 km² landbrugsjord for at kunne etablere en hestevæddeløbsbane. Arealet blev senere ombygget til Cotton States International Exposition of 1895 (bomuldsstaternes internationale 1895-udstilling), som blev gjort berømt i borgerrettighedsaktivisten W.E.B. Du Boiss tale "Fingers of the Hand". I 1904 købte byrådet arealet for 99.000 dollar, og i dag er det den største park i Atlantas storbyområde, med flere end 2,5 millioner besøgende om året. Det nuværende parkområde indgik i slaget ved Peachtree Creek, da en division fra konføderationshæren den 20. juli 1864 indtog den nordligste del, som kom til at indgå i den ydre forsvarslinje mod Shermans fremmarch. Ved siden af parken ligger Atlanta Botanical Garden. Zoo Atlanta, med blandt andre et pandaanlæg, ligger i Grant Park.
Lige øst for byen ligger bjerget Stone Mountain (stenbjerget). Stone Mountain er det største stykke fritliggende granit i verden. På den nordlige bjergside er verdens største basrelief udhugget. Det viser tre borgerkrigshelte fra Amerikas Konfødererede Stater (Sydstaterne): generalerne Stonewall Jackson og Robert E. Lee samt konføderationenpræsident Jefferson Davis. Om sommeren er der lasershow på bjerget. Der køre et lille tog rundt om stenen, det er gratis på en lille del af strækningen. Nogle kilometer vest for Atlanta ligger forlystelsesparken Six Flags Over Georgia, der åbnede i 1967 som den anden forlystelsespark i Six Flags-kæden.